# Aethes kandovana
Aethes kandovana es una especie de polilla del género Aethes, categorizada en la tribu Cochylini, de la subfamilia Tortricinae.

## Distribución
Se distribuye por Irán.

## Taxonomía
Fue descrita por Alipanah en 2009 y publicada en (Aethes), Zootaxa 2245: 22.